# European Optical Society
La Société européenne d'optique est une société savante à vocation européenne dédiée à l'optique et la photonique ainsi qu’à toutes leurs applications. Son nom officiel est European Optical Society, abrégé EOS.

## Fondation et statut juridique
La Société Européenne d’Optique (EOS; European Optical Society) a été fondée le 24 mai 1991. Cette fondation résulte de la fusion de l’Association Europtica, fédération européenne des sociétés et comités nationaux d’optique, et de la division optique de la Société européenne de physique (EPS = European Physical Society). La société ayant son siège en France, est soumise au droit français. Elle a le statut juridique d’association régie par la loi du 12 juillet 1901 et le décret du 16 août 1901.

## Buts et moyens
La société a pour but de faire progresser l'optique et des sciences connexes et de promouvoir leurs applications au niveau européen et international, en regroupant des personnes exerçant ou axant exercé une activité de l’optique et de leurs applications et en favorisant le rapprochement de et la collaboration entre toutes les personnes concernées par l’optique et ses retombées industrielles.

## Activités
L’EOS constitue une plateforme commune pour toutes les personnes concernées par l’optique et ses applications (particuliers, entreprises, organisations, institutions d’éducation et sociétés savantes et sociétés professionnelles) reconnaissant l’opportunité et la tâche qu’une base commune et européenne offre pour le développement de l’optique au sens le plus large. 
Les activités majeures de la société sont les suivantes :
- l’organisation des rencontres thématiques, des cours de formations, des conférences et congrès et le support promotionnel d’autres événements scientifiques ;
- établissement des relations avec des organisations ayant des intérêts similaires ;
- regroupement des personnes actives dans des champs variés de l’optique et ses applications ;

publication du journal électronique JEOS:RP Journal of the European Optical Society- Rapid Publications ;
- favorisation du développement des compétences dans le domaine de l’optique et ses applications ;
- publication régulière des bulletins d’information électroniques
- représentation des membres au niveau européen (Plateform technologique Photonics21, Phorce21) ;
- offre d’une plateforme virtuelle ;
- l’adjudication du « EOS Prize ».

## Membres de l’EOS
Aujourd’hui, l’EOS compte plus de 6000 membres dans le monde entier.
L'EOS a 22 sociétés nationales et tous leurs adhérents sont ses membres. Parmi elles, 10 sociétés ont le statut de « branches » de l’EOS, à savoir : 
- DGaO (Allemagne),
- HOS (Hongrie),
- IOP (Royaume-Uni et Irlande),
- LAS (Russie),
- LOS (Lettonie),
- SFO (France) Société française d'optique,
- SIOF (Italie),
- SOS (Suède),
- SSOM (Suisse),
- USPAO (Ukraine);

Les adhérents individuels des branches de l’EOS sont automatiquement membres individuels de l’EOS et peuvent bénéficier de tous les avantages et services.
12 sociétés nationales d’optiques on le statut de sociétés affiliées, à savoir : 
- CBO-BCO (Belgique),
- CSSF (République Tchèque et République Slovaque),
- DOPS (Danemark),
- FOS (Finlande),
- Promoptica (Belgique),
- NFS (Norvège),
- ROS (Russie),
- PPS-OD (Pologne),
- ROS (Russie),
- RPS(Roumanie),
- SEDOPTICA (Espagne),
- SPOF (Portugal);

Leurs adhérents individuels sont automatiquement membres individuels de l’EOS aussi, mais ayant des droits et avantages limités.

## JEOS:RP – le journal électronique de l’EOS
JEOS:RP est le journal en ligne de l’EOS Journal of the European Optical Society: Rapid Publications. Il JEOS:RP couvre tout le domaine de l’optique, de la photonique et de leurs applications. Il s’adresse à toute personne intéressée à l’optique, la photonique et des sciences connexes.